# Costruzioni di Napoli per altezza
Gli edifici abitabili più alti di Napoli si trovano nel Centro Direzionale  un'area di 110 ettari che sorge a ridosso del quartiere Poggioreale.
Il primato di edificio più alto di Napoli spetta attualmente alla Torre Telecom Italia che con i suoi 129 metri è il decimo grattacielo più alto d'Italia. Questa è subito seguita dalle due torri gemelle dell'Enel (122 metri) e dalla Torre Francesco e dalla Torre Saverio (118 metri).
La struttura alberghiera più alta dell'intera città invece è l'Ambassador's Palace Hotel (conosciuto anche come Jolly Hotel) che con i suoi 100 metri d'altezza ed i suoi 33 piani è anche l'edificio alberghiero più alto d'Italia.

## Lista delle costruzioni più alte
| Edificio (località)                                              | Altezza                              |  |
| ---------------------------------------------------------------- | ------------------------------------ |  |
| Torre Telecom Italia (CDN)                                       | 129 metri                            |  |
| Torre ENEL I (CDN)                                               | 122 metri                            |  |
| Torre ENEL II (CDN)                                              | 122 metri                            |  |
| Torre Francesco (CDN)                                            | 118 metri                            |  |
| Torre Saverio (CDN)                                              | 118 metri                            |  |
| Torre del Consiglio regionale della Campania (CDN)               | 115 metri                            |  |
| Torri del Tribunale di Napoli A (CDN)                            | 110 metri                            |  |
| Torri del Tribunale di Napoli B (CDN)                            | 102 metri                            |  |
| Ambassador's Palace Hotel (Centro storico)                       | 100 metri                            |  |
| Edificio Eni-Italgas (CDN)                                       | 88 metri                             |  |
| Giunta Regione Campania (CDN)                                    | 88 metri                             |  |
| Campanile del Santuario della Beata Vergine del Rosario (Pompei) | 87 metri                             |  |
| Holiday Inn Hotel (CDN)                                          | 82,6 metri                           |  |
| Torri Giuseppina, Andrea e altre torri residenziali (CDN)        | 80 metri                             |  |
| Edificio E3 (CDN)                                                | 75 metri                             |  |
| Basilica di Santa Maria del Carmine (Porto)                      | 75 metri                             |  |
| Ciminiera ex italsider                                           | 75 metri                             |  |
| Torre Biologica del II Policlinico (Camaldoli)                   | 74 metri                             |  |
| Torre della stazione centrale (Napoli)                           | 70 metri                             |  |
| Banco di Napoli I (CDN)                                          | 70 metri                             |  |
| Banco di Napoli II (CDN)                                         | 70 metri                             |  |
| Edificio in via De Gasperi                                       | 70 metri                             |  |
| Tiberio Palace Hotel & Conference Centre (Porto)                 | 68 metri                             |  |
| Basilica della Santissima Annunziata (Pendino)                   | 67 metri                             |  |
| Chiesa dello Spirito Santo (Centro storico)                      | 60 metri                             |  |
| Chiesa di Santa Maria Maggiore alla Pietrasanta (Centro storico) | 60 metri                             |  |
| Torre residenziale in parco Monfalcone (Poggioreale)             | 63,5 metri                           |  |
| Complesso Inail (Poggioreale)                                    | 61,5 metri                           |  |
| Stadio San Paolo (Fuorigrotta)                                   | 60,5 metri                           |  |
| Grattacielo Bell'Orizzonte (Aversa)                              | 60 metri                             |  |
| Edificio a via De Gasperi 55 (Napoli)                            | 60 metri                             |  |
| Duomo di Napoli (Via del Duomo)                                  | 57,5 metri                           |  |
| Galleria Umberto I (Napoli)                                      | 57 metri                             |  |
| Torri residenziali (Ponticelli)                                  | 56 metri                             |  |
| Palazzo Reale (da via Acton, giardini del Molosiglio)            | 55 metri (41 m da piazza Plebiscito) |  |
| Facoltà di ingegneria                                            | 54 metri                             |  |
| Centro Commerciale Vulcano Buono (Nola)                          | 54 metri                             |  |
| Torre residenziale in largo Molinari (Ponticelli)                | 53,3 metri                           |  |
| Basilica di San Francesco di Paola (Piazza del Plebiscito)       | 53 metri                             |  |
| Basilica dell'Incoronata Madre del Buon Consiglio (Capodimonte)  | 50,8 metri                           |  |
| Edificio a via Roberto Bracco 21 (Napoli)                        | 50 metri                             |  |
| Edificio all'angolo fra via Duomo e via Foria (Napoli)           | 50 metri                             |  |
| Maschio Angioino (Porto)                                         | 50 metri                             |  |
| Torri residenziali (Scampia)                                     | 47 metri                             |  |
| Torri residenziali (Piscinola)                                   | 46 metri                             |  |
| Parrocchia S.Carlo Borromeo (CDN)                                | 46 metri                             |  |
| Basilica di Santa Chiara (Napoli)                                | 45 metri                             |  |
| Edificio all'angolo fra via Duomo e via Marina (Napoli)          | 43 metri                             |  |
| Torri residenziali "lineari" in parco Monfalcone (Poggioreale)   | 42 metri                             |  |
| Campanile del Duomo (Aversa)                                     | 42 metri                             |  |
| Centro Commerciale Meridiana (Casalnuovo)                        | 42 metri                             |  |
| Appartamenti popolari (Poggioreale)                              | 40 metri                             |  |
| Castel dell'Ovo                                                  | 40 metri                             |  |